# Малкотърновски таен революционен комитет „Странджа“
Вижте пояснителната страница за други значения на Странджа.
Малкотърновски таен революционен комитет „Странджа“ е комитетът на Вътрешната македоно-одринска революционна организация в Малко Търново, тогава в Османската империя. Комитетът съществува от 1897 година до потушаването на Илинденско-Преображенското въстание в Одринския революционен окръг в 1903 година.

## История
Комитетът е основан след Великденската ваканция в 1897 година от главния учител в Малко Търново и революционер Атанас Иванов Калфов. В него влизат учителите Димо Янков, Райко Петров Стойчев Лолов, Стамо Сталев и Иван Попов, както и малкотърновците Иван Дяков, Димо Бояджиев, Иван Берберов и Георги Чепов. В настоятелството за председател е избран Атанас Калфов, за секретар – Райко Петров Стойчев, за касиер – Димо Янков и за членове – Стамо Сталев и Иван Попов.
Поради пасивността на комитета, в началото на септември 1899 година чрез Българската екзархия Вътрешната организация изпраща за учител в Малко Търново Стефан Добрев, който има задача да реорганизира революционното дело. Добрев заклева за членове на създадената Тайна революционна организация Лефтер Мечев, Тодор Г. Джелебов, Жеко Джелебов, Петко Тодоров Пухата, Райко Петков Стойчев Лолов, Ефтим Казаков, чорбаджията Димо Берберов, Тодор Дяков и Войно Стоянов Роянов. В съседното село Граматиково е заклет учителят Димо Петров, а в Паспалово – Вълчо Тамахкяров и учителят Стоян Димитров.
Около 20 март 1900 година в Малко Търново пристигат ръководителите на ВМОРО Гоце Делчев, Лазар Маджаров и местният войвода Лазо Лазов, които остават в града до 24 март. Те се срещат с ръководителя Стефан Добрев и с Лефтер Мечев, Райко Петров Стойчев Лолов, Ефтим Казаков и други революционни дейци. Делчев ги запознава с целите, задачите, методите за борба и структурата на революционната организация.
След разрастването на революционното дело в Малкотърновско, е образуван главен революционен комитет с председател Димо Янков, секретар Георги Райков Стойчев и членове Ефтим Казаков, Атанас Калфов и Търпен Марков. След Пловдивския конгрес на Одринския революционен окръг в април 1902 година, Малкотърновският революционен комитет поема ръководството на цялата кааза и подпомага лозенградските и бунархисарските дейци.
На 1 октомври 1902 година е избран нов състав на комитета: Райко Петров Стойчев – председател, новодошлият учител Георги Попаянов – секретар, Димо Янков Василев – касиер, Атанас Калфов, Търпен Марков, учителят във Велика Георги Тодоров и Ефтим Казаков. След ареста на Райко Петров Стойчев през февруари 1903 година, ръководител отново става Димо Янков Василев, но след убийството на Пано Ангелов и Никола Равашола в Сърмашик, властите засилват наблюденията над него и в края на март той се отказва от председателството и става касиер. За председател е избран Георги Стоянов Чепов, който остава на поста до потушаването на Преображенското въстание. Увеличените усилия на властите в търсене на комитета принуждават Попаянов и Калфов да напуснат Малко Търново на 21 май 1903 година и да заминат за България през Алан Кайряк. На 4/17 юни и Димо Янков е принуден да стане нелегален, като оставя за секретар на комитета Стоян Сталев Московът. В началото на въстанието, на 5 август стар стил и Георги Чепов, и Стоян Сталев напускат Малко Търново и се присъединяват към въстаническия отряд на Георги Кондолов в местността Радославовци.
След потушаването на въстанието курсът на въоръжена борба в Одринския революционен окръг е снет и комитетът прекратява дейността си.
Печатът на комитета е кръгъл и носи надписа: „М. Т. Т. Р. Комитет – Странджа“. „Странджа“ е революционен псевдоним на Малко Търново.